# Stari Ras
Ras (Kirin Serbia: Рас; tiếng Latinh: Arsa), được biết đến trong lịch sử Serbia hiện đại với tên gọi Stari Ras (Kirin Serbia: Стари Рас, có nghĩa là Ras cổ) là một pháo đài thời Trung Cổ nằm ở vùng lân cận khu chợ cũ Staro Trgovište, 11 km về phía tây của thành phố hiện đại ngày nay Novi Pazar, Serbia.
Ras cổ là một trong những thủ phủ đầu tiên của Nhà nước Raška thời Trung Cổ của Serbia, và là thủ phủ quan trọng nhất trong một thời gian khá dài. Nằm ở vùng Raška ngày nay, thành phố này nằm ở trung tâm của Nhà nước thời Trung Cổ. Vị trí thuận lợi của nó trong khu vực được gọi là Serbia cổ nằm dọc theo hẻm núi Raška, trên giao lộ và các tuyến đường giao thương giữa các vùng lân cận của Zeta và Bosnia ở phía tây, Kosovo và Metohija ở phía nam, càng làm tăng thêm tầm quan trọng của nó.
Ngày nay, Pháo đài Arsa nằm trong tàn tích không có tường bao và không được bảo vệ. Tuy nhiên đã có những kế hoach nhằm tái thiết lại nó trong tương lai. Trong vùng lân cận gần Arsa có một nhóm di tích thời Trung Cổ đầy ấn tượng bao gồm pháo đài, khu chợ cũ, nhà thờ và tu viện. Đáng chú ý nhất là Tu viện Sopoćani thời Trung Cổ nằm gần Arsa là một lời nhắc nhở về mối liên hệ giữa thế giới phương Tây và Byzantine. Địa danh Stari Ras cùng với tu viện Sopoćani đã được UNESCO công nhận là Di sản thế giới từ năm 1979, và tu viện Stari Ras có niên đại thế kỷ 12 đang được tái thiết cũng có thể sẽ sớm được thêm vào di sản này. Một công trình ấn tượng khác nằm trong di sản này là Nhà thờ các Thánh Phêrô và Phaolô thế kỷ 4 cùng với những bia mộ xung quanh là một trong những nhà thờ cổ nhất tại Serbia. Stari Ras cũng đã được xếp hạng là Tượng đài Văn hóa có Tầm quan trọng Đặc biệt từ năm 1990.

## Lịch sử
Các phát hiện khảo cổ học về các cấu trúc phòng thủ và các nhà thờ ban đầu ở khu vực Stari Ras có niên đại từ thế kỷ thứ 4 đến thế kỷ thứ 6, tương ứng với lời dẫn chứng của nhà sử học Byzantine Procopius, người đã viết rằng lâu đài La Mã ở Arsa nằm ở tỉnh Dardania đã được cải tạo lại dưới thời trị vì của hoàng đế Justinianus I (527-565). Ras trong từ tiếng Slav bắt nguồn từ Arsa thông qua hoán vị. Một giáo phận bao gồm các phần của Serbia có lẽ được thành lập ở Ras xung quanh khoảng thời gian diễn ra Công đồng Constantinopolis IV (869/70) và Công đồng Constantinople IV (879/80). Đến thế kỷ 10, hoàng đế Konstantinos VII viết trong tác phẩm De Administrando Imperio của ông đề cập đến Rasa như một khu vực biên giới giữa Bulgaria và Serbia từ cuối thế kỷ thứ 9. Nghiên cứu mới hơn chỉ ra rằng vào cuối thế kỷ thứ 9, nó là một phần của Đệ Nhất Đế quốc Bulgaria. Từ thời kỳ đó trở đi, nó thuộc quyền cai trị của nhiều người khác nhau. Hoàng đế Đông La Mã Ioannes I Tzimiskes tái lập quyền kiểm soát Ras vào năm 971 và thành lập tỉnh Ras và người đứng đầu được gọi là Protospatharios. Đến năm 976, nhà nước Bulgaria đã giành lại Ras, nhưng Basíleios II sau đó đã chiếm lại nó vào khoảng năm 1016-18. Trong các điều lệ hoàng gia được đặt ra bởi Basíleios vào năm 1019 và 1020, trao quyền pháp lý của khu vực này cho Tổng giám mục Ohrid và trụ sở của giám phận Ras nằm tại Nhà thờ các Thánh Phêrô và Phaolô. Nó vẫn là một khu vực biên giới của Đông La Mã cho đến khi Ioannes II Komnenos để mất khu vực này trong Chiến tranh Đông La Mã-Hungary từ năm 1127 đến 1129. Pháo đài Ras sau đó bị quân đội Serbia thiêu rụi. Chỉ huy cuối cùng của pháo đài sau đó đã bị hoàng đế trừng phạt vì thất thủ. Trong cuộc chiến tiếp theo từ năm 1149–51, người Đông La Mã đã chiếm lại được Ras.

## Hình ảnh

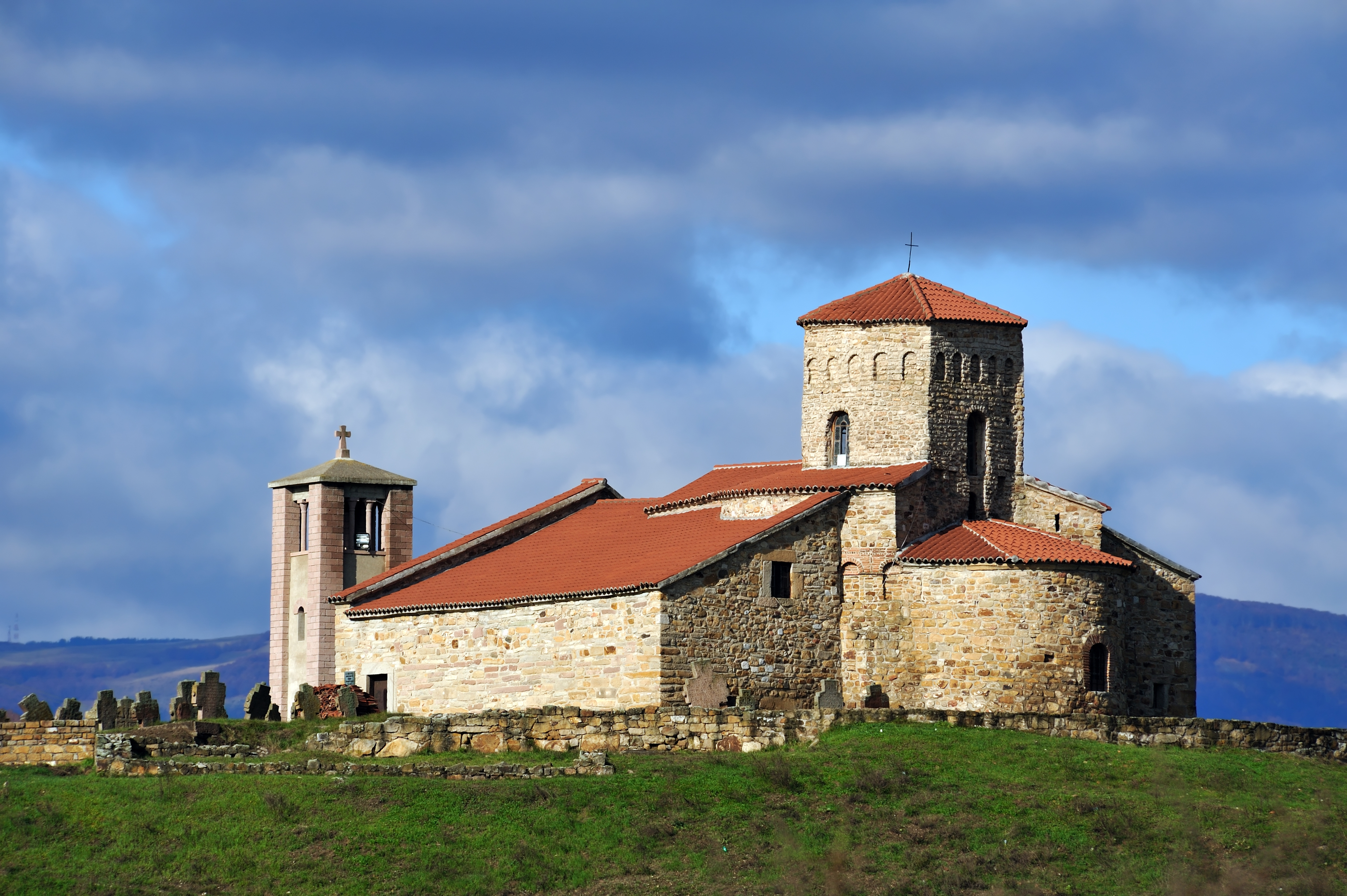
Nhà thờ các Thánh Phêrô và Phaolô
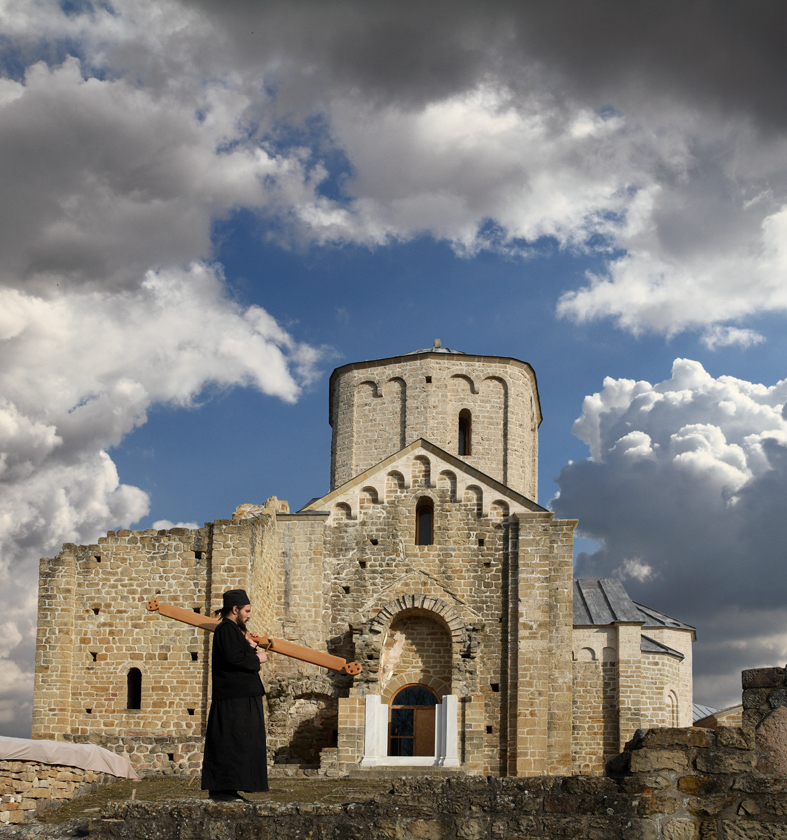
Tu viện Đurđevi stupovi thế kỷ 12
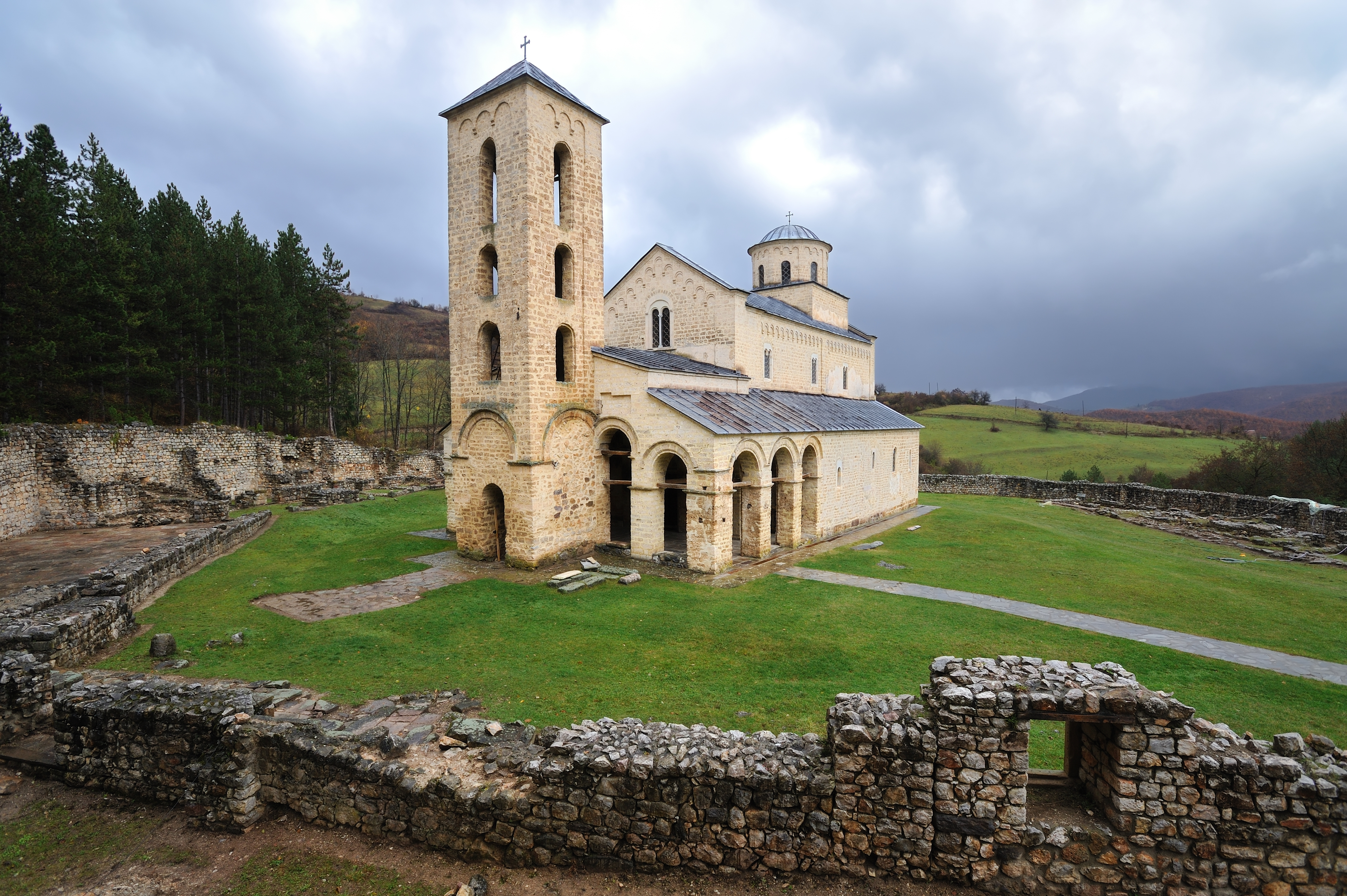
Tu viện Sopoćani thế kỷ 13